# Sonic Adventure
Sonic Adventure (ソニックアドベンチャー, Sonikku Adobenchā) é um jogo eletrônico de plataforma publicado pela Sega. É um título principal da série Sonic the Hedgehog e foi lançado para Dreamcast em dezembro de 1998 no Japão e em setembro do ano seguinte no resto do mundo. A história acompanha Sonic, Tails, Knuckles, Amy Rose e os novatos Big the Cat e E-102 Gamma em suas aventuras para coletarem as sete Esmeraldas do Caos, além de impedirem o Doutor Robotnik de liberar um mau antigo conhecido como Chaos.

## Jogabilidade
As duas versões de Sonic Adventure são distintas. A versão para PC falha um pouco na jogabilidade, pelo fato das câmeras, e a alta resolução dificultarem a jogabilidade em algumas fases, tornando os movimentos mais lentos (dependendo da configuração de seu computador), o que não ocorre na versão do GameCube, nem no Adventure original para Dreamcast.

## História
A história dos dois jogos é idêntica. Alguns anos após Sonic e Knuckles terem derrotado Eggman na Death Egg, a cidade de Station Square é ameaçada por uma besta, o Chaos, que se alimenta das esmeraldas do caos, e cada uma o torna maior e mais perigoso. O Dr. Eggman, sabendo disso, vai em busca das 7 esmeraldas para destruir, com a ajuda de Chaos, a Station Square e construir em suas ruinas, a Robotnikland ou Eggmanland, como nos OVA's e animes do Sonic. Cabe aos heróis do jogo, que são as personagens jogáveis, conseguir as esmeraldas antes do cientista do mal.
O jogo é formado por seis personagens, cada uma com a sua história, mas que se entrelaçam entre si. São eles: Sonic the Hedgehog, Tails, Knuckles, Amy Rose, Big the Cat e E-102 Gamma.
No início só é possível jogar com o Sonic, mas à medida que o jogo vai avançando, os outros personagens aparecem na história, e torna-se possível jogar com eles. Cada um dos personagens tem uma missão e um final diferente. O Sonic e o Tails, tentam conseguir as esmeraldas do Caos, procurando-as pela Station Square e a Mystic Ruins, que é a zona de floresta do jogo. Knuckles tenta recuperar os vários pedaços em que a Master Emerald se partiu, por causa de Chaos, fazendo a ilha flutuante (Angel Island) cair no oceano.
Amy tenta fugir de um robô de Eggman, o ZERO (aka. E-100 Alpha); e ajudar um passarinho, que se tornou seu amigo, a encontrar sua família. Big é um gato que gosta de pescar, e tenta encontrar seu amigo Froggy, um sapo. Finalmente, o E-102 é um robô do Eggman, que se torna bom e tem como missão "libertar" seus robôs irmãos.
E-102 Gamma era da família do passarinho que a Amy estava ajudando. Este último passarinho e o Froggy, são importantes no jogo pois ambos engoliram uma esmeralda do caos. Depois de terminar o jogo com os seis personagens, pode-se jogar com o Super Sonic.
Houve ainda uma história paralela relatando uma civilização, a dos Equidnas, que queria as esmeraldas por causa do seu poder. Tikal, a filha de Pachacamac, líder equidna, tentou impedir. Contudo, foi em vão. Pachacamac ordenou seus soldados avançarem até as Chaos Emeralds, ignorando Tikal e os chaos no caminho (e ferindo-os gravemente). Isso causou a fúria de Chaos, que surgiu diante de Pachacamac e seus soldados, e usando o poder das Chaos Emeralds, se transformou em Perfect Chaos, destruindo a civilização equidna. Tikal ao recuperar a consciência, usou a Master Emerald para selar Chaos dentro da Master Emerald, mas foi selada junto com ele. O Chaos, que anteriormente havia destruído a civilização dos Equidnas quase na sua totalidade (restando somente as suas ruínas e alguns sobreviventes), depois de tomar a sétima esmeralda, se transforma no Perfect Chaos, e começa a destruir a Station Square. Tails percebe que Chaos só absorveu o poder negativo das esmeraldas, Sonic, então usa o poder positivo, e se transforma em Super Sonic para destruir Perfect Chaos.
Nesta altura, até o próprio Dr. Eggman que "ajudou" Chaos, vê a sua nave, a Egg Carrier 2, ser destruída pelo monstro por um raio de energia ao tentar detê-lo.
Após uma batalha, Super Sonic consegue neutralizar Perfect Chaos, transformando-o em Chaos 0 de novo. Tikal aparece, e convence Perfect Chaos que a humanidade mudou, e que os chaos que ele estava protegendo viveram por gerações e vivem felizes com os humanos. Tikal então, agradece Sonic e seus amigos, e volta com Chaos para o interior da Master Emerald.

## DX: Director's Cut
Sonic Adventure DX: Director's Cut é um jogo de videogame estrelado pelo ouriço Sonic, um remaster de Sonic Adventure para o Sega Dreamcast. Foi lançado em 2003, inicialmente para o Nintendo GameCube, e depois convertido para PC.

## Conteúdo adicional
As versões de Xbox 360 e PlayStation 3 do jogo têm DLC baixáveis na XBLA e PSN. Em ambos, a DLC trás as 60 missões presentes no Sonic Adventure DX e ainda o Metal Sonic jogável.